# Gymnobothrus bounites
Gymnobothrus bounites is een rechtvleugelig insect uit de familie veldsprinkhanen (Acrididae). De wetenschappelijke naam van deze soort is voor het eerst geldig gepubliceerd in 1970 door Jago.